# 24-Stunden-Rennen von Le Mans 2017

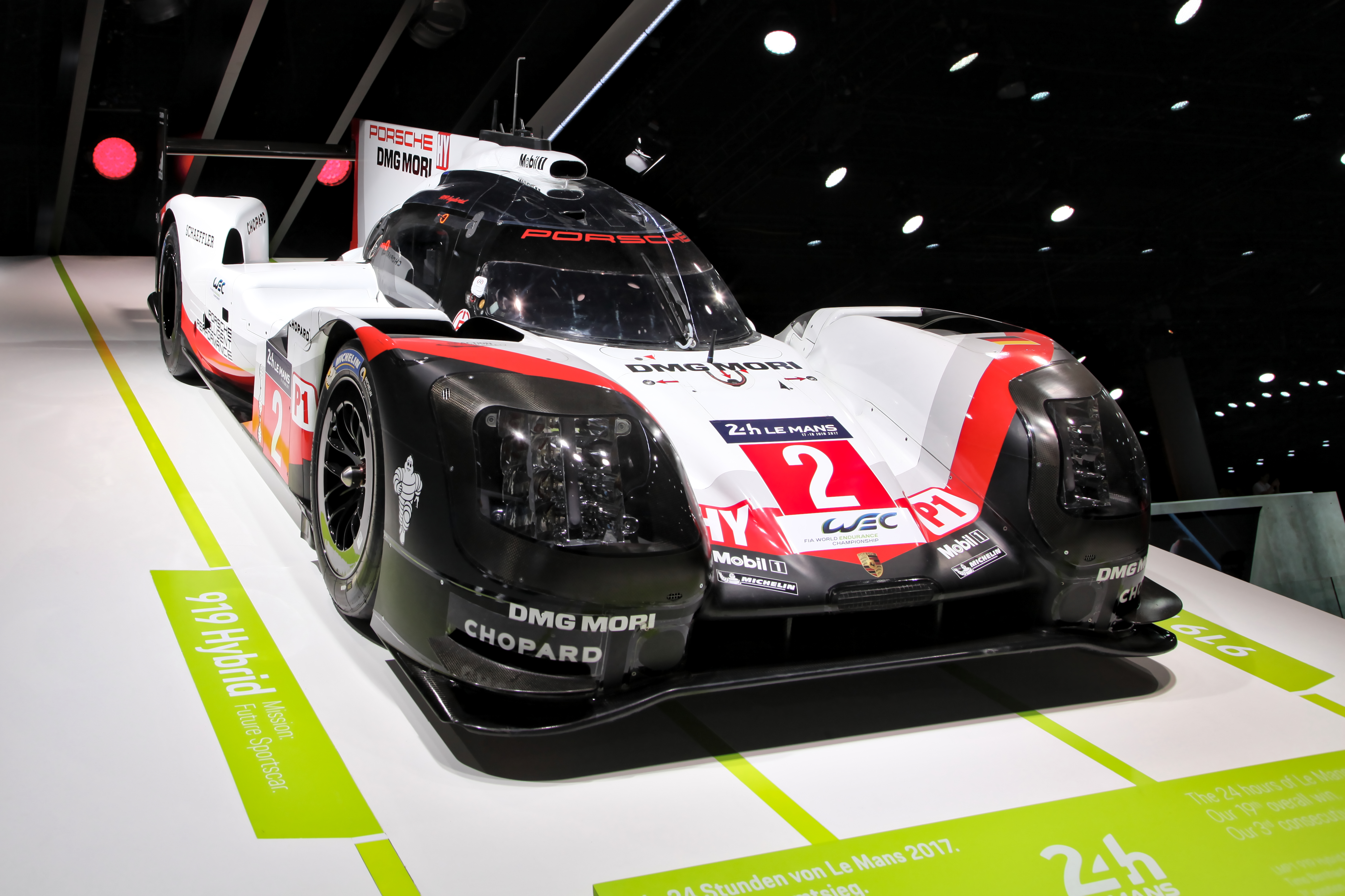
Porsche 919 Hybrid mit der Nummer 2; Siegerwagen bei der IAA 2017

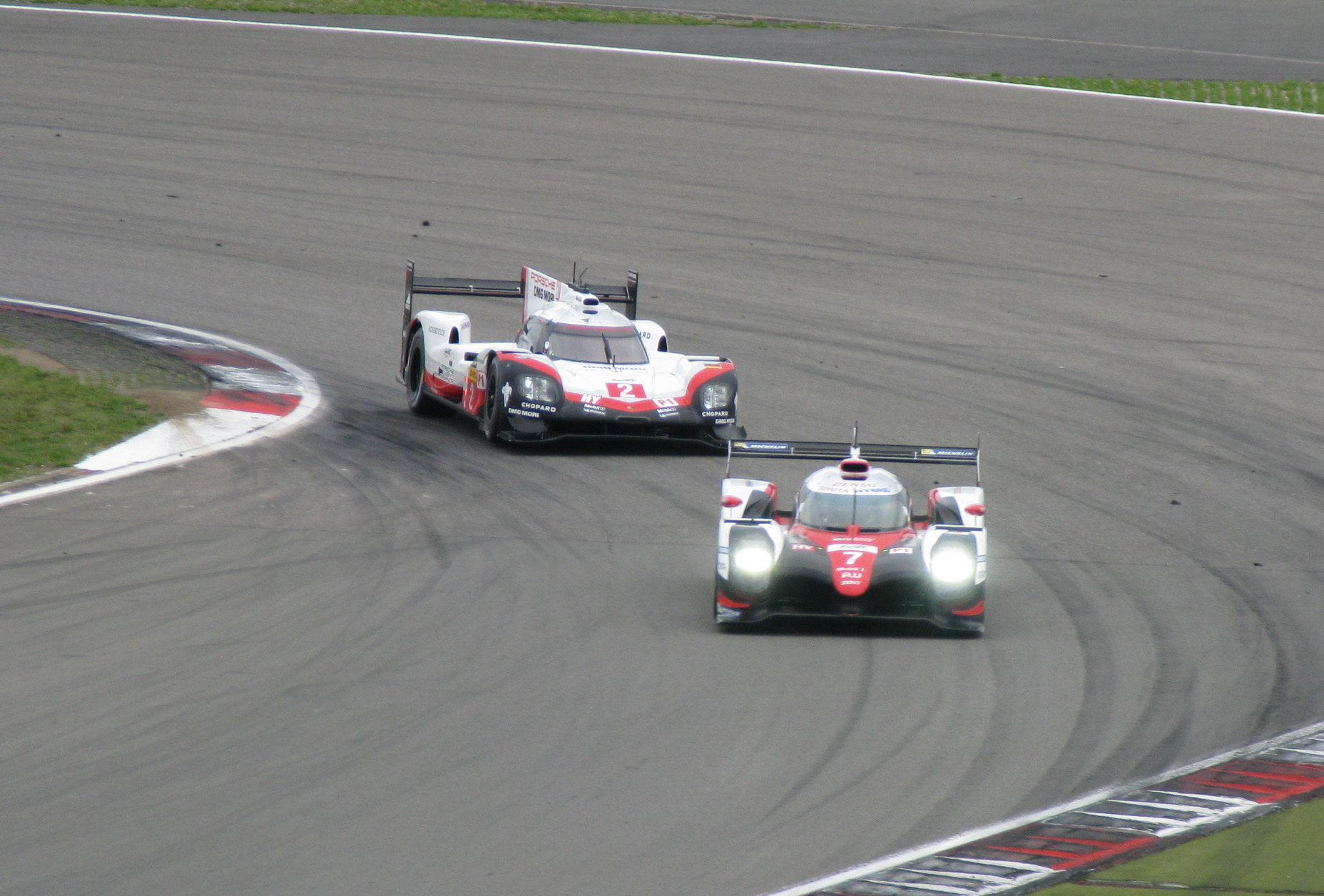
Toyota TS050 Hybrid und Porsche 919 Hybrid hier beim 6-Stunden-Rennen auf dem Nürburgring 2017; Vorne der in Le Mans ausgefallene Toyota mit der Nummer 7, dahinter der siegreiche Porsche mit der Nummer 2

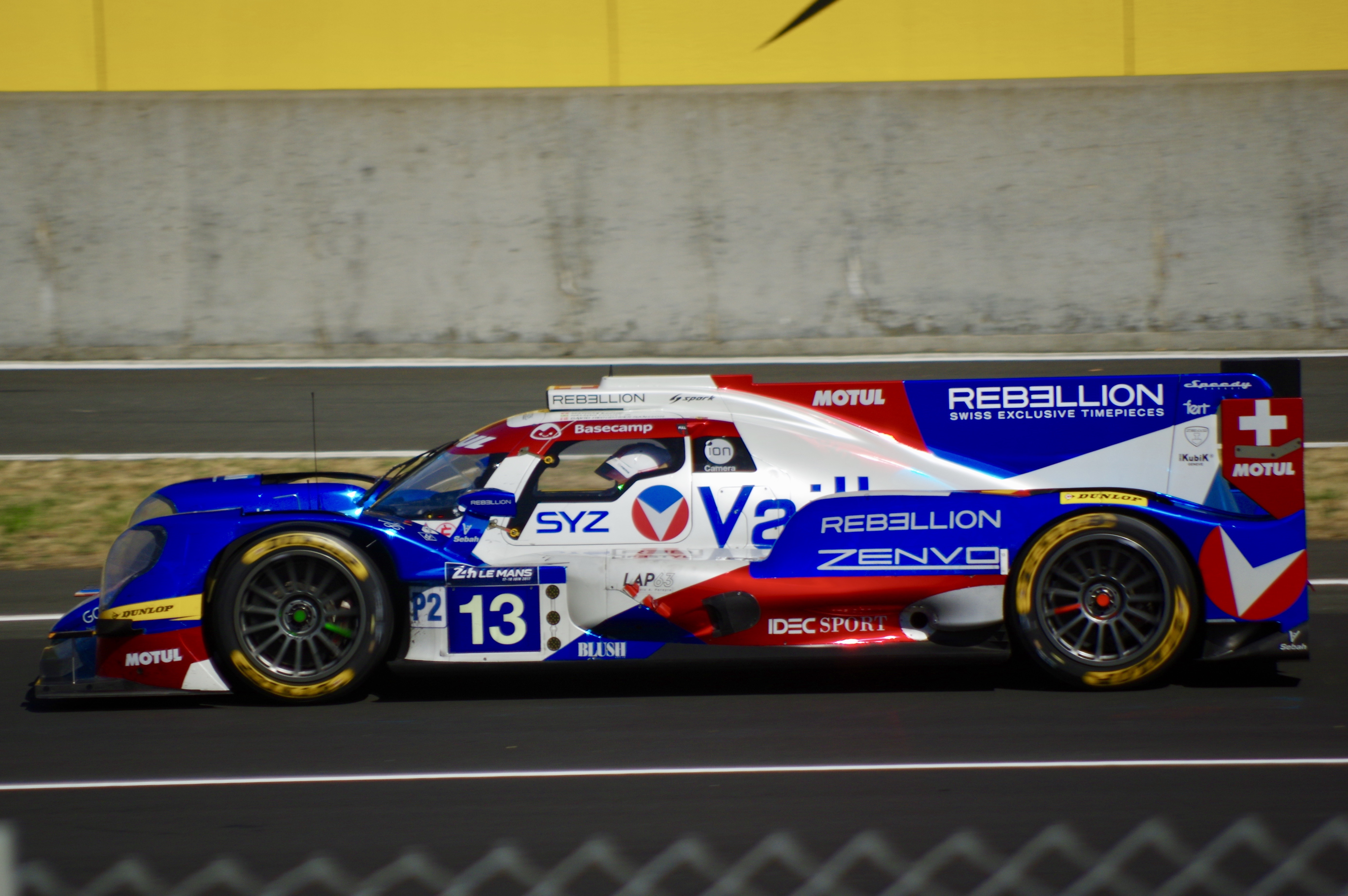
Der an der dritten Stelle der Gesamtwertung ins Ziel gekommene und später disqualifizierte Oreca 07 (Startnummer 13) von Rebellion Racing

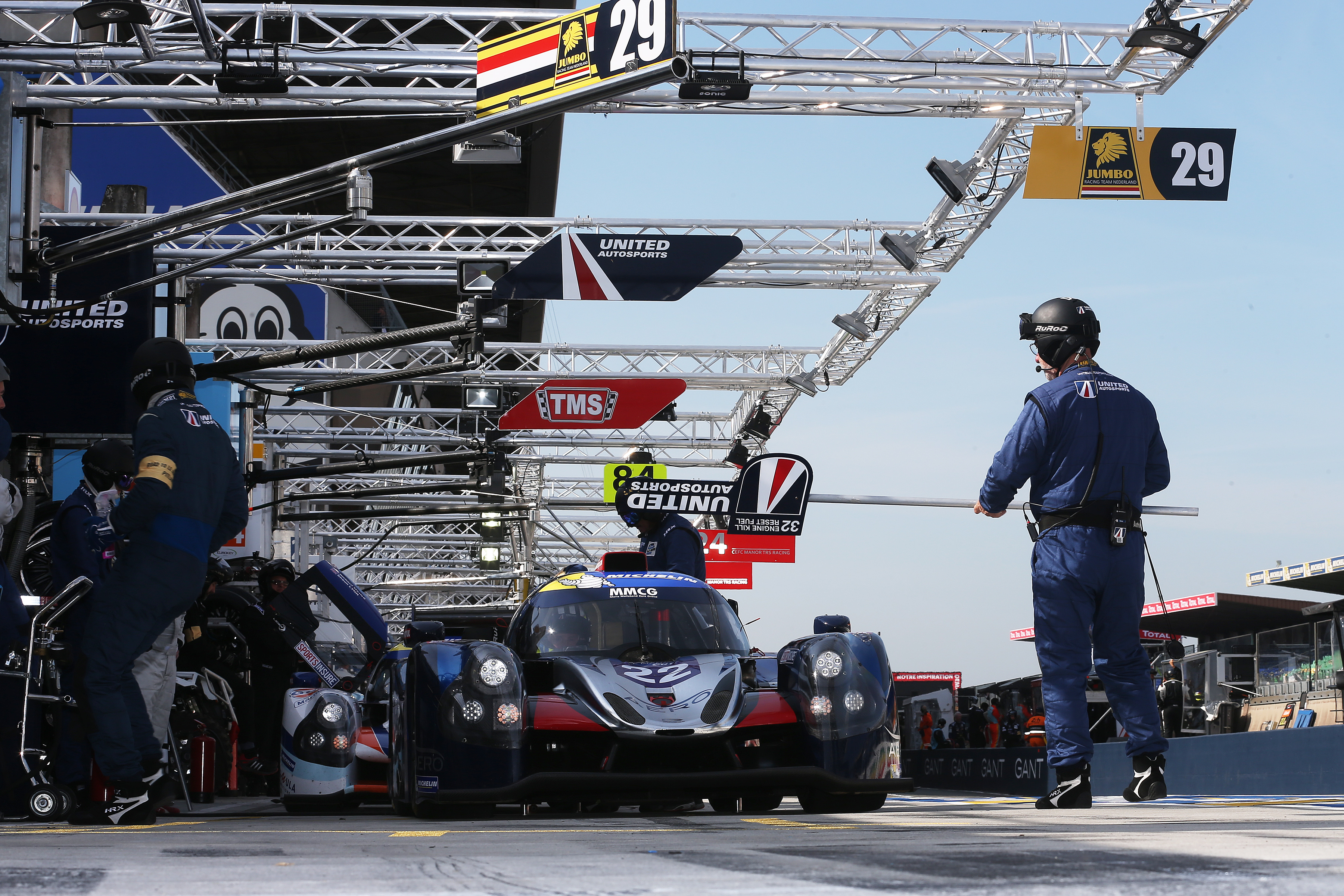
Der G-Drive-Oreca 07 von Memo Rojas, Ryō Hirakawa und José Gutiérrez während des ersten Trainings in der Box

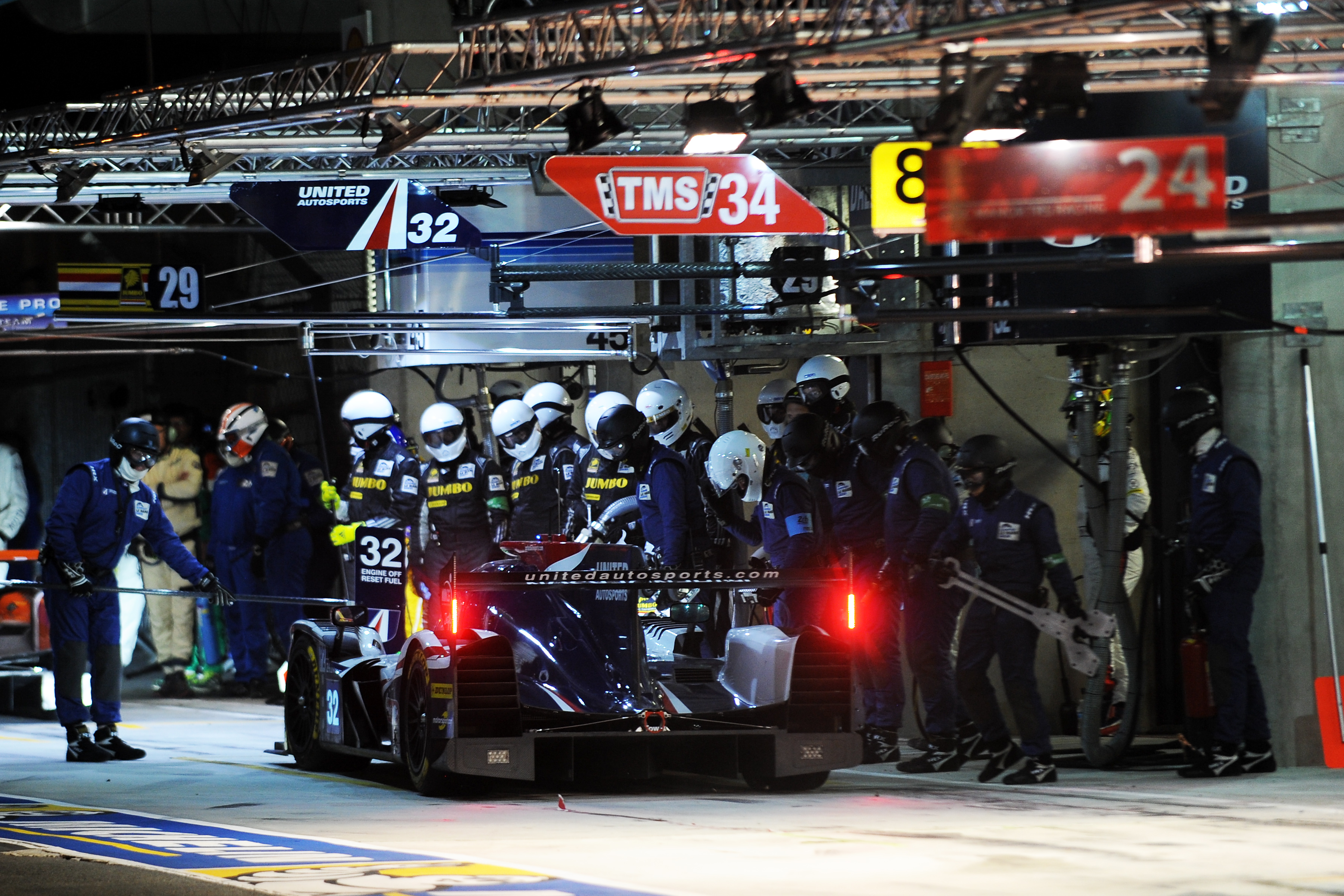
Boxenarbeit beim fünftplatzierten United Autosports-Ligier JS P217 von Will Owen, Hugo de Sadeleer und Filipe Albuquerque

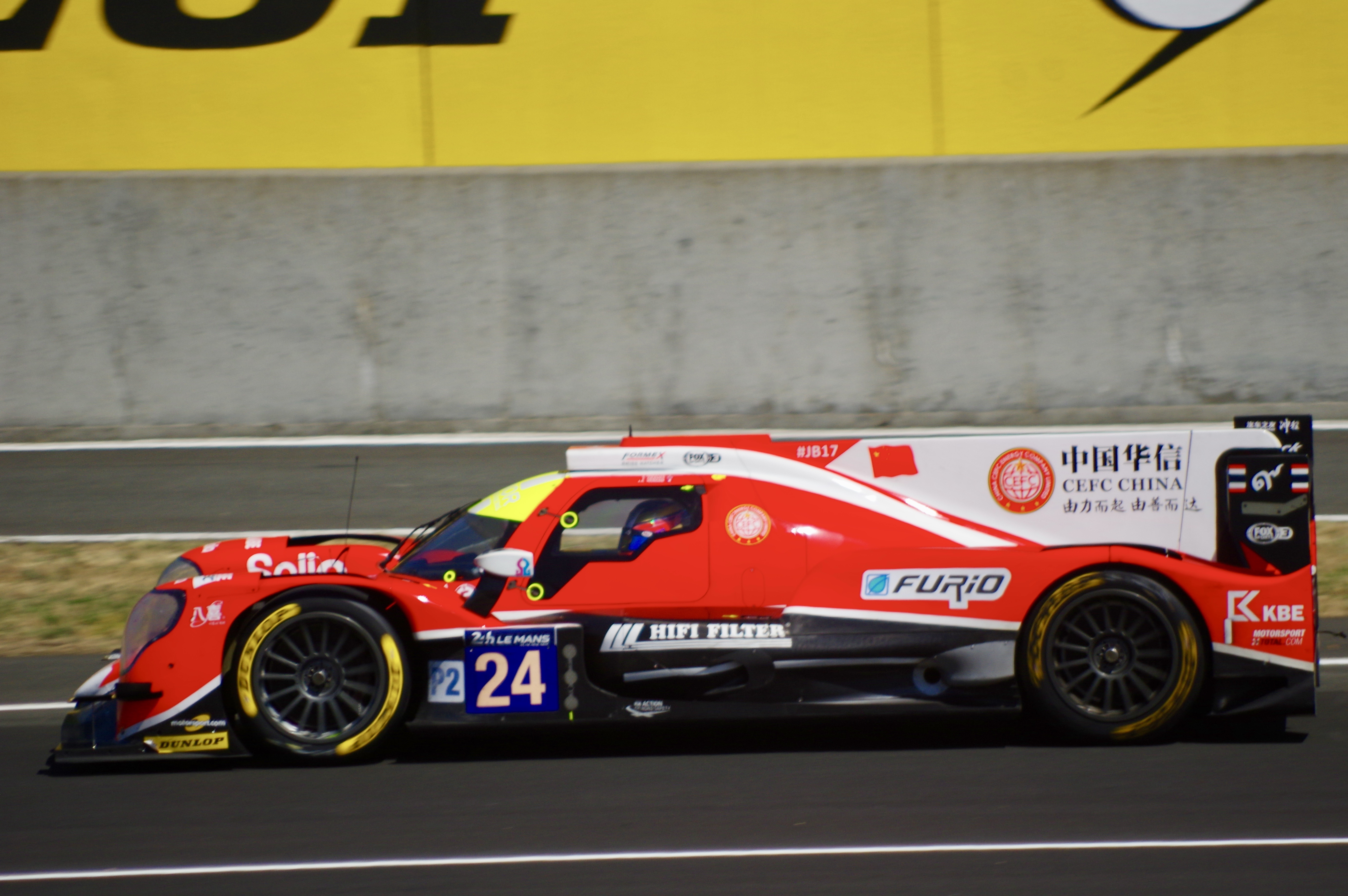
Der siebtplatzierte Oreca 07 von CEPC Manor TRS Racing

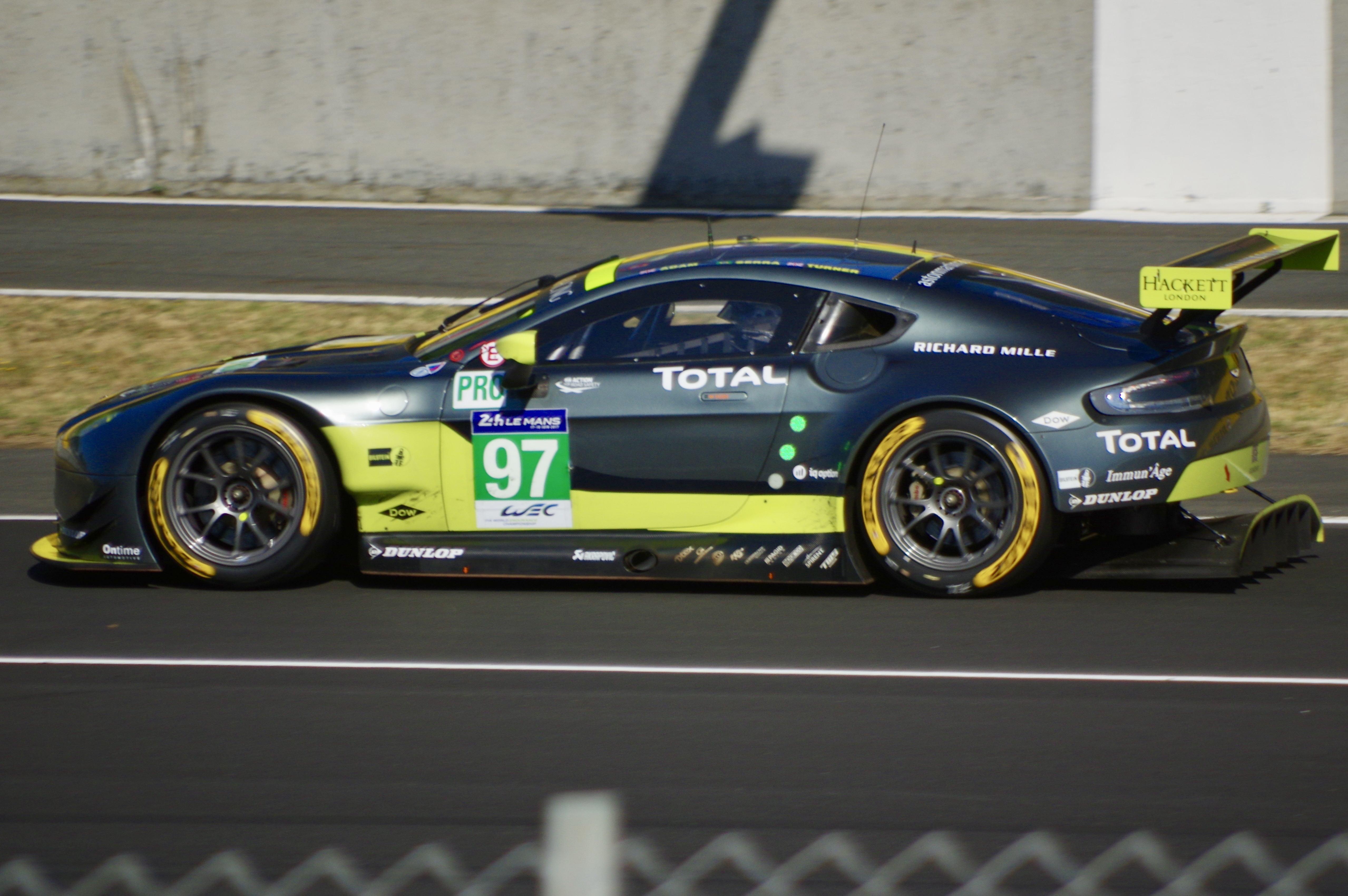
Darren Turner, Jonny Adam und Daniel Serra gewannen im Aston Martin Vantage GTE die LMGTE-Pro-Klasse

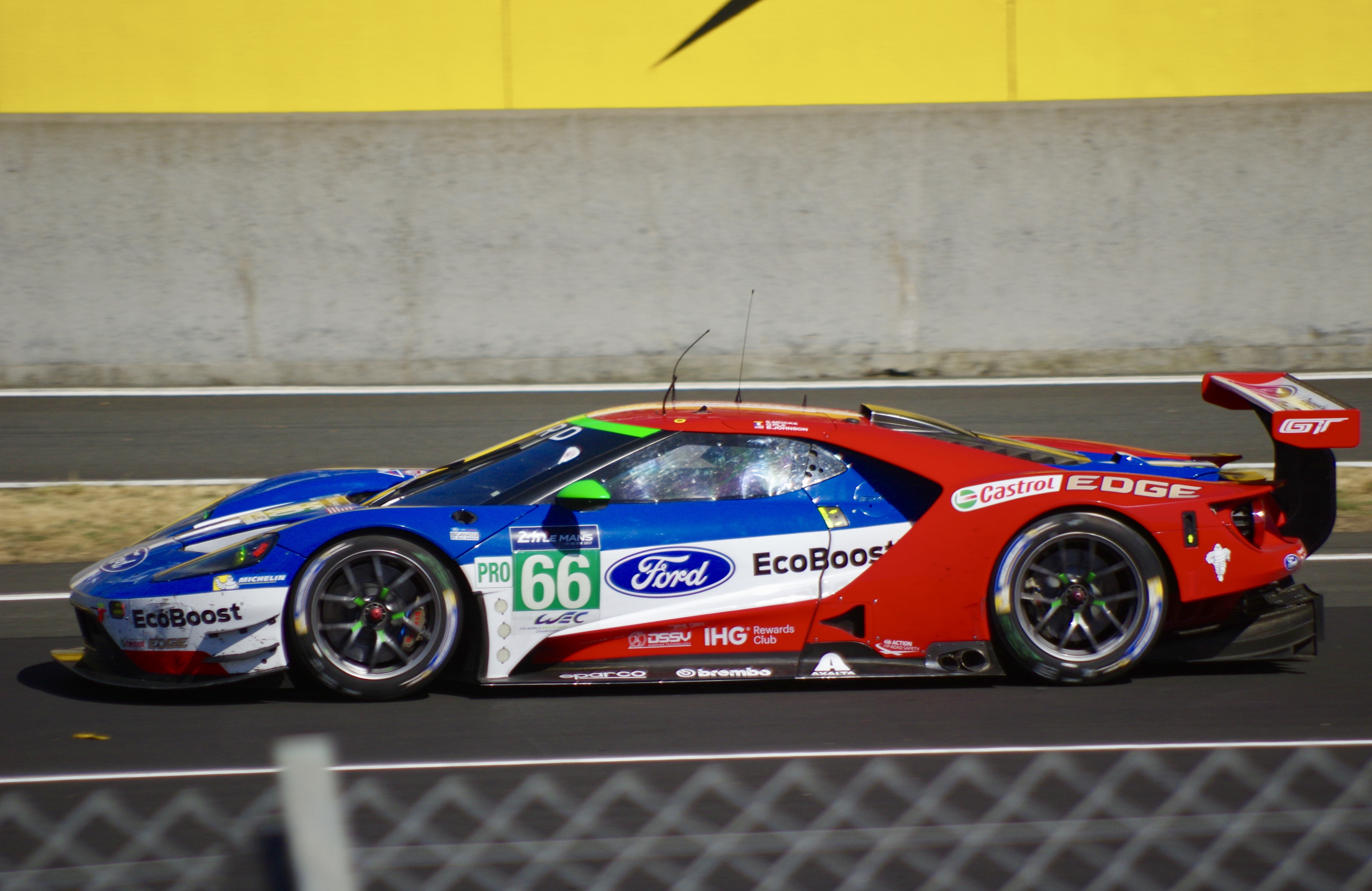
Der Ford GT von Stefan Mücke, Olivier Pla und Billy Johnson

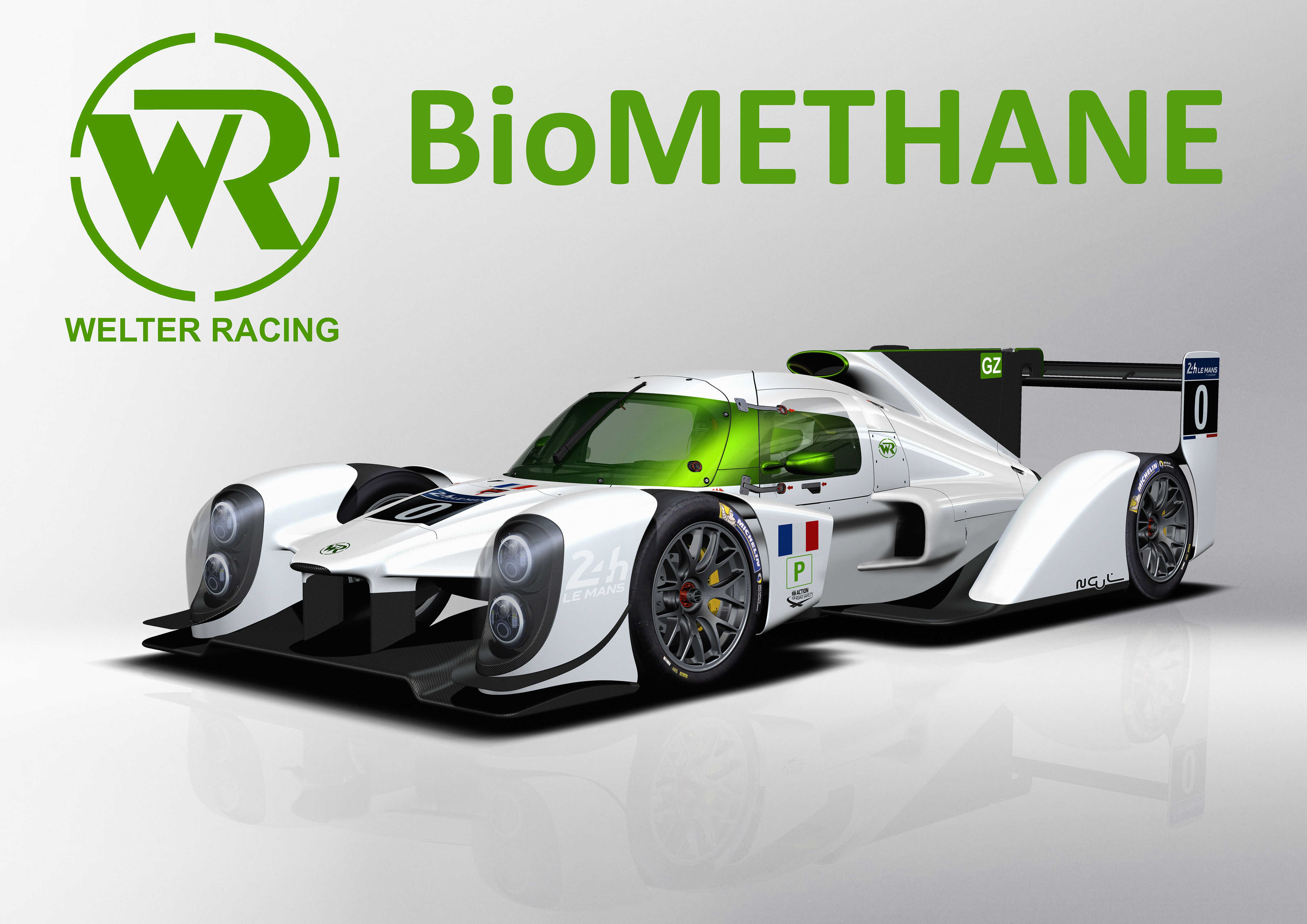
Der nicht gestartete Bio-Methan-LMP2 von Welter Racing aus der Garage 56

Das 85. 24-Stunden-Rennen von Le Mans, der 85e Grand Prix d’Endurance les 24 Heures du Mans, auch 24 Heures du Mans, fand vom 17. bis 18. Juni 2017 auf dem Circuit des 24 Heures statt.

## Vor dem Rennen

### LMP1-Klasse
Wie in den Jahren davor gab der Automobile Club de l’Ouest als Veranstalter des 24-Stunden-Rennens Ende Januar 2017 eine Liste der ersten 14 Einladungen zum Rennen im Juni bekannt. Eingeladen wurden neben den Gesamt- und den Klassensiegern des Vorjahres die jeweiligen Sieger der European und der Asian Le Mans Series. Dazu kamen zwei Rennteams, die von der International Motor Sports Association nominiert wurden. Außerdem erhielten alle für die FIA-Langstrecken-Weltmeisterschaft 2017 eingeschriebenen Teams der vier Rennklassen ein automatisches Startrecht.
Schon vor dem Ablauf der FIA-Langstrecken-Weltmeisterschaft 2016 fiel eine Entscheidung, die wesentlichen Einfluss auf die Saison 2017 und das 24-Stunden-Rennen von Le Mans hatte. Im Oktober 2016 gab der Vorstand der Audi AG das Ende des LMP-Programms zum Ende der Saison bekannt. Mit dem Ausstieg aus dem Langstreckensport endete bei Audi auch die 23 Jahre dauernde Ära von Motorsportchef Wolfgang Ullrich. Unter seiner Leitung war Audi 1999 zum ersten Mal in Le Mans angetreten. Bereits ein Jahr später gab es den ersten Gesamtsieg, eingefahren von Tom Kristensen, Frank Biela und Emanuele Pirro im Audi R8. Es folgten weitere 13 Gesamterfolge bei diesem 24-Stunden-Rennen. Durch den Rückzug von Audi reduzierte sich die Anzahl der Hersteller in der LMP1-Klasse von drei auf zwei.
Auch das privat geführte Schweizer Rebellion Team beendete Ende 2016 das LMP1-Programm und wechselte in die LMP2-Klasse. Damit erhöhte sich der Verlust der LMP1-Fahrzeuge von zwei auf vier.
Bei den Fahrern kam es ebenfalls zu Veränderungen. Durch den Rückzug von Audi verloren sechs LMP1-Piloten ihr Cockpit. Das beste Ersatzcockpit fand der dreifache Le-Mans-Sieger André Lotterer, der zu Porsche wechselte. Dort waren von sechs drei Fahrerplätze vakant geworden. Mark Webber hatte Ende 2016 seine Karriere beendet und die beiden Vorjahressieger Romain Dumas und Marc Lieb hatten keinen Vertrag mehr erhalten. Für sie kehrten Nick Tandy und Earl Bamber ins LMP1-Programm von Porsche zurück.
Toyota Motorsport reagierte auf den dramatischen Ausfall 2016, als der führende Wagen in der vorletzten Runde den Sieg verlor, und meldete ein drittes Fahrzeug. Der Toyota TS050 Hybrid mit der Startnummer 8 wurde Sébastien Buemi, Anthony Davidson und Kazuki Nakajima anvertraut, der 2016 den desaströsen letzten Teil fuhr. Im Wagen mit der Nummer 7 sollte ursprünglich der dreimalige Tourenwagen-Weltmeister José María López den Platz neben Mike Conway und Kamui Kobayashi einnehmen. Der bisherige Stammpilot Stéphane Sarrazin wurde in den dritten Wagen zum Toyota-Rückkehrer Nicolas Lapierre und zu Yūji Kunimoto versetzt. López hatte jedoch beim 6-Stunden-Rennen von Silverstone einen schweren Unfall und konnte beim folgenden 6-Stunden-Rennen von Spa-Francorchamps nicht starten. Dadurch fehlten ihm Rennkilometer. Bei Toyota tauschte man daher vor dem Rennen die Cockpits und platzierte den in Spa mit ausgezeichneter Leistung fahrenden Sarrazin wieder im Wagen mit der Nummer 7.
Zu zwei Änderungen gegenüber der geplanten Fahrerbesetzung kam es auch beim ByKolles Racing Team. Erst stieg der ehemalige polnische Formel-1-Pilot Robert Kubica, der den ENSO CLM P1/01 fahren sollte, im April 2017 aus dem Projekt wieder aus. Für ihn wurde James Rossiter verpflichtet, der zu Oliver Webb und Dominik Kraihamer ins Team kommen sollte. Am 1. Juni gab das Team bekannt, dass Rossiter am Le-Mans-Wochenende für sein angestammtes Super-GT-Team in Japan Testfahrten absolvieren musste. Sein Ersatz wurde der frühere Audi-LMP1-Testfahrer Marco Bonanomi.

### LMP2-Klasse
Die größte Anzahl an Startern hatte mit 25 die LMP2-Klasse. Für das Racing Team Nederland des inzwischen 61-jährigen Jan Lammers, der 1988 das Rennen mit den Partner Johnny Dumfries und Andy Wallace auf einem Jaguar XJR9-LM gewann, plante der Formel-1-Rekordstarter Rubens Barrichello sein Le-Mans-Debüt. Dritter im Team war der Niederländer Frits van Eerd, Miteigentümer von Jumbo Supermarkten und Finanzier des Projekts. Bei Signatech Alpine Matmut war Nicolas Lapierre einer der Stammpiloten bei den Rennen der Weltmeisterschaft. Durch dessen Wechsel zu Toyota wurde bei Alpine ein Fahrerplatz frei, der von Romain Dumas eingenommen wurde. Sein Le-Mans-Debüt gab der ehemalige Toro-Rosso-Formel-1-Pilot Jean-Éric Vergne, der bei CEPC Manor TRS Racing mit den Partnern Tor Graves und Jonathan Hirschi ins Rennen ging.

### LMGT-Pro-Klasse
Am meisten Rennspannung versprach, wie in den Jahren davor, die GT-Klasse der Profis. Fünf Hersteller traten gegeneinander an. Zu den in der Weltmeisterschaft engagierten Teams von Ferrari, Ford, Aston Martin und Porsche kam in Le Mans Chevrolet hinzu. Das größte Aufgebot stellte wie im Vorjahr das von Chip Ganassi geführte Ford-Team. Vier Fahrzeuge wurden gemeldet, die von einer internationalen Fahrermannschaft gelenkt wurden. Von den 12 Piloten, die 2016 für Ford ins Rennen gingen, waren 2017 noch zehn dabei. Die Änderungen betrafen Marino Franchitti, der keinen Vertrag mehr erhielt und durch Luís Felipe Derani ersetzt wurde und Sébastien Bourdais. Bourdais, der ursprünglich im Wagen mit der Nummer 68 gemeldet war, hatte im Mai beim Training zum 500-Meilen-Rennen von Indianapolis einen schweren Unfall. Er erlitt dabei mehrere Beckenbrüche und eine Fraktur der rechten Hüfte. Als Ersatzpilot wurde am 31. Mai Tony Kanaan bekannt gegeben. Großer Abwesender bei AF Corse war Gianmaria Bruni. Der langjährige Ferrari-Werkspilot hatte während der Saison seinen Vertrag gelöst und war zu Porsche gewechselt, erhielt für Le Mans jedoch keine Startfreigabe. Neu ins Team kam Lucas di Grassi, der in den letzten vier Jahren in Le Mans für Audi LMP1-Fahrzeuge fuhr und dabei dreimal aufs Podium der ersten drei der Gesamtwertung kam. Bei Chevrolet Racing kam der dreimalige Le-Mans-Gesamtsieger Marcel Fässler, ebenfalls langjähriger Audi-LMP1-Pilot, zur 2-Wagen-Mannschaft.
Sowohl beim GT-Team von Porsche wie auch bei Aston Martin vertraute man vor allem auf Fahrer mit langjähriger Le-Mans-Erfahrung. Bei Porsche waren das Richard Lietz, Patrick Pilet und Frédéric Makowiecki, bei Aston Martin Nicki Thiim und Darren Turner.
Am Mittwoch, dem 14. Juni, knapp bevor das erste freie Training begann, musste Lucas di Grassi seinen Startverzicht bekannt geben. Er hatte sich beim Fußballspielen das Wadenbein gebrochen. Seinen Platz bei AF Corse erhielt Michele Rugolo.

### LMGT-Am-Klasse
Mit 16 Startern war die GT-Am-Klasse stark besetzt. Sieben Ferrari 488 GTE, ein Ferrari 458 Italia GT2 und drei Aston Martin Vantage GTE, trafen auf vier Porsche 911 RSR und einen Chevrolet Corvette C7.R.

## Fahrer-Kategorien
Um an einem der Rennen der FIA-Langstrecken-Weltmeisterschaft und am 24-Stunden-Rennen teilnehmen zu können, müssen die Fahrer in den vier Rennklassen unterschiedliche Bedingungen erfüllen. Die Einstufungen werden vom Endurance-Komitee der Fédération Internationale de l’Automobile vorgenommen. Ohne diese Klassifizierung ist ein Antreten in Le Mans nicht möglich. Die Einstufung der Fahrer unter Platin, Gold, Silber und Bronze ist die Basis für die Teilnahme der Fahrer in den Rennklassen.
Im Unterschied zu den restlichen Rennen der Weltmeisterschaft, wo auch Zweierteams möglich sind, sind in Le Mans pro Fahrzeug drei Fahrer obligatorisch. Der ACO kann allerdings bei Höherer Gewalt – zum Beispiel Ausfall eines Fahrers knapp vor dem Rennen und kein weiterer Ersatzfahrer gemeldet – Ausnahmen von dieser Regel gewähren.

### Platin
In der großen LMP-Klasse sind Platin, Gold und Silber-Fahrer startberechtigt. Die Platin-Fahrer dürfen beim Rennstart nicht älter als 50 Jahre sein, sie müssen unter anderem entweder eine Superlizenz besitzen, die Gesamtwertung des Rennens einmal gewonnen haben oder bei einem Automobilhersteller einen Werksvertrag haben. Für Piloten, die keine regelmäßigen Langstrecken-Rennstarts vorweisen können, werden Ergebnisse aus Monoposto-Rennserien herangezogen.

### Gold
Gold-Fahrer haben grundsätzlich dieselben Anforderungen zu erfüllen wie Platin-Fahrer, sind aber zwischen 51 und 59 Jahre alt. Dazu kommen Ergebnisse aus Monoposto-Serien und Markenpokalen.

### Silber
Diese Klassifizierung bedeutet entweder ein maximales Alter von 30 Jahren und das Nichterfüllen der Platin/Gold-Anforderungen oder bei deren Erfüllung ein Alter über 59 Jahren. Ist der Pilot über 59 Jahre alt und hat keinen Platin/Gold-Status, jedoch einen internationalen Markenpokal und als Teamkollege eines Profifahrers ein GT- oder Sportchampionat gewonnen, erhält er ebenfalls Silber-Status.

### Bronze
Diesen Status erhalten Fahrer, die zwar eine internationale B-Lizenz besitzen, aber noch keine Kriterien für Platin, Gold und Silber erfüllen konnten.

### Fahrzeugklassen-Verteilung
Die Fahrereinteilung erfolgte folgendermaßen:
LMP1: Kein Bronze-Fahrer erlaubt

LMP2: Maximal 1-Platin-Fahrer; mindestens 1-Silber oder Bronze-Fahrer

LMGT-Pro: Keine Vorgaben und Einschränkungen

LMGT-Am: 1-Bronze-Fahrer obligatorisch; mindestens 1-Silber- oder Bronze-Fahrer

## Garage 56
Die Garage 56 war auch 2017 für ein Team mit einer besonderen technischen Innovation reserviert. Den Zuschlag bekam Welter Racing für ein Fahrzeug mit Biomethan-Antrieb. Im Dezember 2016 gab das Team bekannt, dass eine Fertigstellung des Projekts bis zum Rennstart nicht möglich sei.

## Vortests
Am 4. Juni fanden die Vortests statt. Aufgeteilt in drei Trainingseinheiten hatten die 60 gemeldeten Teams insgesamt acht Stunden Zeit, um sich auf das Rennen vorzubereiten. In der LMP1-Klasse fuhren die drei Werks-Toyota die besten Zeiten. Die schnellste Rundenzeit erzielte Kamui Kobayashi im Toyota mit der Nummer 7 mit einer Zeit von 3:18,132 Minuten. Er war dabei um 1,6 Sekunden schneller als Neel Jani bei seiner Pole-Position-Fahrt im Porsche 919 Hybrid im Jahr davor.
Einen enormen Sprung bei Rundenzeiten machten die Fahrzeuge der LMP2-Klasse. Mit Topspeed-Rundenzeiten knapp unter bzw. über der 3-Minuten-30-Marke waren die LMP2-Prototypen so schnell wie die LMP1-Wagen in der Mitte der Jahre 2000 bis 2010. Schnellster war Nelson Panciatici im Alpine A470 mit einer Zeit von 3:28,146 Minuten. Er war damit schneller als Dominik Kraihamer im Kolles ENSO CLM P1/01, der 3:28,701 Minuten erreichte.
Bei den GT-Wagen lagen die Zeiten der beteiligten Teams und Fahrzeuge wie in den letzten Jahren knapp beieinander. Schnellster war Oliver Gavin im Chevrolet Corvette C7.R mit einer Zeit von 3:54,701 Minuten.

## Training
Zum dritten Mal nach 1999 (Martin Brundle im Toyota GT-One) und 2014 (Kazuki Nakajima im Toyota TS040 Hybrid) stand in Le Mans ein Toyota auf der Pole-Position. Das zweite der drei Qualifikationstrainings war nach einem Unfall von Érik Maris im Ligier JS P217 zu Beginn der Session für 50 Minuten unterbrochen. Als die Strecke wieder freigegeben wurde, erreichte Kamui Kobayashi im Toyota TS050 Hybrid mit der Startnummer 7 eine Rekordzeit, die in Anbetracht von Streckenumbauten nur bedingt mit früheren vergleichbar ist. Kobayashi fuhr eine Zeit von 3:14,791 Minuten und dabei einen Schnitt von 251,882 km/h, der schnellste bislang in Le Mans erreichte Rundendurchschnitt. Diesen Rekord hielt bisher Hans-Joachim Stuck, der 1985 auf einem Porsche 962 C bei einer Zeit von 3:14,8 Minuten einen Schnitt von 251,815 km/h fuhr, allerdings noch ohne die Bremsschikanen auf der Les-Hunaudières-Geraden. Diese wurden erst nach dem tödlichen Unfall von Jo Gartner 1986 gebaut. Die absolut schnellste Rundenzeit fuhr Jackie Oliver 1971 auf einem Porsche 917L bei den Vortests mit 3:13,6 Minuten (Schnitt 250,457 km/h) auf einer noch kürzeren Streckenvariante ohne die Porsche-Kurven. Kobayashi distanzierte seinen Teamkollegen Nakajima im Toyota Nr. 8 um 2,337 Sekunden.
Wie nach den Vortests erwartet, gab es in der LMP2-Klasse neue Rekordrunden. In jedem der drei Qualifikationstrainings wurden neue Bestzeiten gefahren. Am Ende war Alex Lynn im G-Drive-Oreca 07 der Schnellste. Er fuhr im dritten Training eine Zeit von 3:25,352 Minuten. Zum Vergleich: Diese Zeit hätte 2007 für die Pole-Position gereicht. Damals fuhr Sébastien Bourdais im Peugeot 908 HDi FAP eine Bestzeit von 3:26,344 Minuten.
In den GT-Klassen lagen fast alle Zeiten knapp beisammen. Nur drei Teams der AM-Klasse hatten größeren Rückstand. Schnellster in der GT Pro war Darren Turner im Aston Martin mit 3:50,837, ein neuer Le-Mans-Rekord für GT-Rennwagen. In der AM-Klasse war Fernando Rees in der Larbre-Corvette mit einer Zeit von 3:52,843 der Schnellste.

## Warm-up
Auch im Warm-up, das am Samstag vor dem Rennen über die Dauer von einer Stunde abgehalten wurde, waren die Toyota die schnellsten Fahrzeuge auf der Strecke. Pole-Setter Kamui Kobayashi erreichte im Toyota mit der Nummer 7 eine Zeit von 3:18,308 Minuten. Er war dabei um 0,353 Sekunden schneller als sein Teamkollege Kazuki Nakajima im Wagen mit der Nummer 8. André Lotterer im drittplatzierten Porsche fuhr eine Zeit von 3:20,120 Minuten.

## Der Rennverlauf
Für Toyota endete das Rennen erneut in einem Debakel. In den frühen Abendstunden musste am Wagen mit der Nummer 8, in dem zu dieser Zeit Sébastien Buemi an der zweiten Stelle lag, die Hybrideinheit getauscht werden und der Wagen verlor 26 Runden. Knapp nach Mitternacht fielen beide verbliebenen Wagen aus: Kamui Kobayashi musste den mit einer Minute Vorsprung in Führung liegenden Wagen nach einem Kupplungsschaden nach einer Safety-Car-Phase auf der Strecke abstellen. 30 Minuten später kollidierte Nicolas Lapierre im Wagen mit der Nummer 9 bei der Auffahrt zur Dunlop-Schikane mit dem LMP2-Oreca 07 von Simon Trummer. Nach Lapierre’s Darstellung wurde sein Wagen vom Oreca Trummer’s gerammt. Als Grund gab die Teamleitung von Toyota an, dass die Benzinzufuhr programmiert aussetzte, um den Wagen in den sogenannten Segelmodus zu bringen. Dabei verzögerte das Fahrzeug kurz und wurde vom noch immer beschleunigenden Oreca gerammt. Diesem Ablauf widersprach Trummer vehement. Aus seiner Sicht wurde sein Wagen beim Überrunden vom Toyota seitlich berührt, als er ganz links außen durch den schnellen Rechtsbogen fuhr. Beim Unfall wurde der Oreca so schwer beschädigt, dass er aus dem Rennen genommen werden musste. Lapierre versuchte noch in langsamer Fahrt die Boxen zu erreichen. Der Toyota hatte einen Reifenschaden, wegbrechende Reifenteile zerstörten zuerst den Auspuff und in weiterer Folge Teile des Getriebes. Knapp vor der Einfahrt zur Boxengasse musste Lapierre den Wagen endgültig abstellen. Am Sonntag um die Mittagszeit blieb dann der seit der Nacht an der Spitze fahrende Porsche 919 Hybrid mit der Nummer 1 ohne Öldruck nach der ersten Schikane stehen und konnte von André Lotterer nicht mehr gestartet werden. Am Ende siegte der zweite LMP1-Porsche, bei dem ebenfalls in einer frühen Phase des Rennens die Hybrideinheit gewechselt werden musste. Das Team verlor bei der Reparatur 18 Runden auf die Spitze und fiel auf den 56. und letzten Rang zurück. Im Laufe des Rennens machten die drei Fahrer 55 Plätze gut und gewannen das Rennen.
Besonders kurios war der Ausfallgrund von Kobayashi. Der Japaner blieb nach dem Boxenstopp während der Safety-Car-Phase am Ende der Boxengasse stehen, weil ein Streckenposten ihn dort anhielt, während das Safety-Car mit den folgenden Wagen an der Boxausfahrt vorbeifuhr. Als Kobayashi von einer anderen Person – die er für einen weiteren Streckposten hielt – ein Handzeichen bekam, fuhr er los. Von seinem Renningenieur wurde er über Funk allerdings angewiesen sofort wieder anzuhalten, da ein Losfahren eine Strafe zur Folge hätte. Als Kobayashi dann die Freigabe zum Losfahren erhielt, starb der Verbrennungsmotor durch einen Kupplungsdefekt ab. Da der Wagen schon einige Meter außerhalb der Boxengasse auf der Strecke stand, durften ihn die Mechaniker nicht mehr zurückschieben und Kobayashi versuchte 13 Kilometer um den Kurs zurück zur Box mit dem E-Motor zu fahren, was ihm mangels Batterieladung nicht gelang. Am Montag nach dem Rennen stellte sich heraus, dass die von Kobayashi für einen Streckenposten gehaltene Person der Rennfahrer Vincent Capillaire war, der dem Toyota-Piloten Daumen hoch zeigte. Dieses Missverständnis führte zum Ausfall des Führenden.
Die vielen unterschiedlichen Probleme der LMP1-Rennwagen ermöglichten erstmals in der Geschichte des Rennens eine Gesamtführung eines LMP2-Fahrzeugs. Nach dem Ausfall von André Lotterer im Porsche führte stundenlang der Oreca 07 von Jackie Chan DC Racing. Da die LMP2-Wagen jedoch pro Runde rund zehn Sekunden auf die schnelleren LMP1-Fahrzeuge verloren, war es nur eine Frage der Zeit, bis der im Rennen verbliebene Porsche mit der Nummer 2 wieder die Führung übernahm, was 1 Stunde und 15 Minuten vor Rennende geschah.
Nach dem Rennen wurde der Rebellion mit der Startnummer 13, der den dritten Gesamtrang erreicht hatte, disqualifiziert, weil die homologierte Motorabdeckung während des Rennens modifiziert worden war. Der Motor des Orecas hatte sich nicht mehr vom Fahrer starten lassen, woraufhin das Team ein Loch in die Karosserie bohrte, um leichter an den Anlasser zu kommen. Zuvor war es nach jedem Boxenstopp nötig gewesen, die ganze Motorabdeckung zu entfernen.
Durch die Disqualifikation rückte die Startnummer 37 von Jackie Chan DC Racing auf den dritten Gesamtrang nach und bescherte dem Team einen Doppelsieg in der LMP2-Klasse.
Ein besonderes Spektakel boten den Zuschauer die Fahrer der LMGT-Pro-Klasse. Im Finish lieferten sich Jonny Adam im Aston Martin Vantage GTE mit der Nummer 96 und Jordan Taylor im Chevrolet Corvette C7.R mit der Nummer 63 einen spektakulären Kampf um den Klassensieg. Nach einer Fahrzeit von 23 Stunden und 15 Minuten kamen beide Wagen nach dem jeweils letzten Boxenstopp fast gleichzeitig auf die Strecke zurück, mit wenigen Metern Abstand vorneweg Jordan Taylor im Chevrolet. Rundenlang lagen die beiden Wagen wenig mehr als eine Sekunde auf der Strecke auseinander. Entschieden wurde der Zweikampf durch die stärker abgefahrenen Reifen des Chevrolets. In der vorletzten Runde verbremste sich Taylor vor der zweiten Schikane der Hunaudieres-Geraden, fuhr mit vollem Tempo über die Wiese und schaffte so am Rande des Reglements einen Vorsprung von einigen Sekunden auf den Aston Martin. In der Ford-Schikane, vor Beginn der letzten Runde, ging Adam dann an seinem Gegner vorbei. Auf den letzten Kilometern hatte der Wagen von Taylor einen Schaden am linken Vorderreifen und verlor den zweiten Rang auf den letzten Metern an den Ford mit der Nummer 67 von Andy Priaulx, Harry Tincknell und Luís Felipe Derani.

## Nach dem Rennen
In den Tagen nach dem Rennen machte sich rund um den Auftritt von Toyota Kritik breit. Die Darstellung der Toyota-Teamleitung zum Ausfall von Kobayashi wurde in der Fachwelt zunehmend angezweifelt. Die Ausfahrt aus der Boxengasse ist seit vielen Jahren durch eine Ampelanlage geregelt. Warum sich der Le-Mans-erfahrene Kobayashi an die Anweisung eines Streckenpostens hätte halten sollen, blieb ebenso unklar wie die Verwechslung des Rennfahrers Vincent Capillaire mit einem weiteren Posten. Auf Bildmaterial ist zu sehen, dass Capillaire – die Algarve-Pro-Racing-Box befand sich am Ende der Boxengasse – in voller Ausrüstung mit Helm, HANS-System und Handschuhen auf seinen Einsatz wartend dem Toyota-Piloten den Daumen der rechten Hand in die Höhe streckte. Capillaire entschuldigte sich für seine Geste, die Toyota-Teamleitung nahm die Entschuldigung an.
Toyota-Entwicklungschef Hisatake Murata stellte den Einsatz des dritten Wagens in Frage. Das Auto mit der Startnummer 9 war Verschwendung, denn Lapierre hat an einer Stelle attackiert, wo er nicht hätte attackieren müssen und wurde dann von hinten getroffen. Damit kritisierte Murata auch die Entscheidung der Teamleitung, den französischen Rennfahrer erneut zu verpflichten. Lapierre hatte schon 2014 im TS040 Hybrid nach einem Fahrfehler einen möglichen Sieg verspielt.
Akio Toyoda, der Vorstandsvorsitzende von Toyota, stellte den Einsatz der Hybrid-Technologie überhaupt in Frage. Während die Hybrid-Technologie im Wettbewerb der FIA-Langstrecken-Weltmeisterschaft ihre Fähigkeiten in den 6-Stunden-Rennen unter Beweis stellt, scheint es, dass sie noch nicht für die 24 Stunden von Le Mans bereit ist.
Am 10. Juli, vier Wochen nach dem Rennen, übte Toyota-Teamdirektor Rob Leupen Selbstkritik und lieferte Erklärungen zu den Defekt- und Ausfallsgründen. Beim Wagen mit der Nummer acht, hatte man sich im Unterschied zu Porsche entschieden neben der Antriebseinheit auch die Batterie zu tauschen. Eine Schraube, die nicht wie vorgesehen mit Klebstoff gesichert war, hatte sich gelöst, ein Zahnrad zerstört und einen Folgeschaden in der Einheit ausgelöst. Aus Sicherheitsgründen wurden auch die Batterien getauscht. Die Reparatur dauerte 1 Stunden und 57 Minuten und damit fast doppelt so lange wie bei Porsche. Auch zum Ausfall der Nummer 7 äußerte sich Leupen: Dazu ist alles gesagt und geschrieben worden. Es gab ein Kommunikationsproblem zwischen dem Fahrer und seinem Renningenieur. So etwas scheint offenbar nur uns zu passieren. Auch der Ausfall der Nummer neun blieb nicht unerwähnt. Leupen bezeichnete die Kollision zwischen Lapierre und Trummer als klassischen Rennunfall: Das belegen die TV-Bilder und auch unsere eigenen. Durch den Aufprall wurde unter anderem das Getriebegehäuse beschädigt. Weil das Gehäuse nicht gewechselt werden darf, mussten wir die #9 aus dem Rennen nehmen.

## Einladungen

### Startliste
Am 2. Februar 2017 veröffentlichte der ACO eine erste vorläufige Startliste plus Reserveteams.
| LMP1     |                            |                          |   |                      |                       |                          |
| 1        | Porsche LMP Team           | Porsche 919 Hybrid       | M | Neel Jani            | Nick Tandy            | André Lotterer           |
| 2        | Porsche LMP Team           | Porsche 919 Hybrid       | M | Brendon Hartley      | Timo Bernhard         | Earl Bamber              |
| 4        | ByKolles Racing Team       | ENSO CLM P1/01           | M | Marco Bonanomi       | Oliver Webb           | Dominik Kraihamer        |
| 7        | Toyota Gazoo Racing        | Toyota TS050 Hybrid      | M | Mike Conway          | Kamui Kobayashi       | Stéphane Sarrazin        |
| 8        | Toyota Gazoo Racing        | Toyota TS050 Hybrid      | M | Sébastien Buemi      | Anthony Davidson      | Kazuki Nakajima          |
| 9        | Toyota Gazoo Racing        | Toyota TS050 Hybrid      | M | Nicolas Lapierre     | José María López      | Yūji Kunimoto            |
| LMP2     |                            |                          |   |                      |                       |                          |
| 13       | Vaillante Rebellion        | Oreca 07                 | M | Nelson Piquet junior | Mathias Beche         | David Heinemeier Hansson |
| 17       | IDEC Sport Racing          | Ligier JS P217           | M | Patrice Lafargue     | Paul Lafargue         | David Zollinger          |
| 21       | DragonSpeed 10 Star        | Oreca 07                 | D | Ben Hanley           | Henrik Hedman         | Felix Rosenqvist         |
| 22       | G-Drive Racing             | Oreca 07                 | D | Memo Rojas           | Ryō Hirakawa          | José Gutiérrez           |
| 23       | Panis Barthez Competition  | Ligier JS P217           | M | Fabien Barthez       | Timothé Buret         | Nathanaël Berthon        |
| 24       | CEPC Manor TRS Racing      | Oreca 07                 | M | Tor Graves           | Jonathan Hirschi      | Jean-Éric Vergne         |
| 25       | CEPC Manor TRS Racing      | Oreca 07                 | M | Roberto González     | Simon Trummer         | Witali Petrow            |
| 26       | G-Drive Racing             | Oreca 07                 | M | Roman Russinow       | Pierre Thiriet        | Alex Lynn                |
| 27       | SMP Racing                 | Dallara P217             | D | Michail Aljoschin    | Sergei Sirotkin       | Wiktor Schaitar          |
| 28       | TDS Racing                 | Oreca 07                 | M | Emmanuel Collard     | François Perrodo      | Matthieu Vaxivière       |
| 29       | Racing Team Nederland      | Dallara P217             | D | Rubens Barrichello   | Frits van Eerd        | Jan Lammers              |
| 31       | Vaillante Rebellion        | Oreca 07                 | M | Nicolas Prost        | Bruno Senna           | Julien Canal             |
| 32       | United Autosports          | Ligier JS P217           | D | Will Owen            | Hugo de Sadeleer      | Filipe Albuquerque       |
| 33       | Eurasia Motorsport         | Ligier JS P217           | D | Jacques Nicolet      | Pierre Nicolet        | Érik Maris               |
| 34       | Tockwith Motorsports       | Ligier JS P217           | D | Philip Hanson        | Nigel Moore           | Karun Chandhok           |
| 35       | Signatech Alpine Matmut    | Alpine A470              | M | Nelson Panciatici    | Pierre Ragues         | André Negrão             |
| 36       | Signatech Alpine Matmut    | Alpine A470              | M | Romain Dumas         | Gustavo Menezes       | Matthew Rao              |
| 37       | Jackie Chan DC Racing      | Oreca 07                 | M | David Cheng          | Tristan Gommendy      | Alex Brundle             |
| 38       | Jackie Chan DC Racing      | Oreca 07                 | M | Ho-Pin Tung          | Thomas Laurent        | Oliver Jarvis            |
| 39       | Graff                      | Oreca 07                 | D | Éric Trouillet       | Enzo Guibbert         | James Winslow            |
| 40       | Graff                      | Oreca 07                 | D | James Allen          | Richard Bradley       | Franck Matelli           |
| 43       | Keating Motorsport         | Riley Mk.XXX             | D | Ben Keating          | Jeroen Bleekemolen    | Ricky Taylor             |
| 45       | Algarve Pro Racing         | Ligier JS P217           | D | Mark Patterson       | Matt McMurry          | Vincent Capillaire       |
| 47       | Cetilar Villorba Corse     | Dallara P217             | D | Andrea Belicchi      | Roberto Lacorte       | Giorgio Sernagiotto      |
| 49       | ARC Bratislava             | Oreca 07                 | M | Miroslav Konôpka     | Konstantīns Calko     | Rik Breukers             |
| LMGT-Pro |                            |                          |   |                      |                       |                          |
| 51       | AF Corse                   | Ferrari 488 GTE          | M | James Calado         | Alessandro Pier Guidi | Michele Rugolo           |
| 63       | Corvette Racing – GM       | Chevrolet Corvette C7.R  | M | Jan Magnussen        | Antonio García        | Jordan Taylor            |
| 64       | Corvette Racing – GM       | Chevrolet Corvette C7.R  | M | Oliver Gavin         | Tommy Milner          | Marcel Fässler           |
| 66       | Ford Chip Ganassi Team UK  | Ford GT                  | M | Stefan Mücke         | Olivier Pla           | Billy Johnson            |
| 67       | Ford Chip Ganassi Team UK  | Ford GT                  | M | Andy Priaulx         | Harry Tincknell       | Luís Felipe Derani       |
| 68       | Ford Chip Ganassi Team USA | Ford GT                  | M | Joey Hand            | Dirk Müller           | Tony Kanaan              |
| 69       | Ford Chip Ganassi Team USA | Ford GT                  | M | Ryan Briscoe         | Scott Dixon           | Richard Westbrook        |
| 71       | AF Corse                   | Ferrari 488 GTE          | M | Davide Rigon         | Sam Bird              | Miguel Molina            |
| 82       | Risi Competizione          | Ferrari 488 GTE          | M | Toni Vilander        | Giancarlo Fisichella  | Pierre Kaffer            |
| 91       | Porsche GT Team            | Porsche 911 RSR          | M | Richard Lietz        | Patrick Pilet         | Frédéric Makowiecki      |
| 92       | Porsche GT Team            | Porsche 911 RSR          | M | Michael Christensen  | Kévin Estre           | Dirk Werner              |
| 95       | Aston Martin Racing        | Aston Martin Vantage GTE | D | Nicki Thiim          | Marco Sørensen        | Richie Stanaway          |
| 97       | Aston Martin Racing        | Aston Martin Vantage GTE | D | Darren Turner        | Jonny Adam            | Daniel Serra             |
| LMGT-Am  |                            |                          |   |                      |                       |                          |
| 50       | Larbre Compétition         | Chevrolet Corvette C7.R  | M | Romain Brandela      | Christian Philippon   | Fernando Rees            |
| 54       | Spirit of Race             | Ferrari 488 GTE          | M | Thomas Flohr         | Francesco Castellacci | Olivier Beretta          |
| 55       | Spirit of Race             | Ferrari 488 GTE          | M | Duncan Cameron       | Aaron Scott           | Marco Cioci              |
| 60       | Clearwater Racing          | Ferrari 488 GTE          | M | Richard Wee          | Álvaro Parente        | Hiroki Katō              |
| 61       | Clearwater Racing          | Ferrari 488 GTE          | M | Weng Sun Mok         | Keita Sawa            | Matt Griffin             |
| 62       | Scuderia Corsa             | Ferrari 488 GTE          | M | Cooper MacNeil       | Bill Sweedler         | Townsend Bell            |
| 65       | Scuderia Corsa             | Ferrari 488 GTE          | M | Christina Nielsen    | Alessandro Balzan     | Bret Curtis              |
| 77       | Dempsey-Proton Racing      | Porsche 911 RSR          | D | Christian Ried       | Marvin Dienst         | Matteo Cairoli           |
| 83       | DH Racing                  | Ferrari 488 GTE          | M | Tracy Krohn          | Niclas Jönsson        | Andrea Bertolini         |
| 84       | JMW Motorsport             | Ferrari 458 Italia GT2   | D | Robert Smith         | Will Stevens          | Dries Vanthoor           |
| 86       | Gulf Racing                | Porsche 911 RSR          | M | Mike Wainwright      | Ben Barker            | Nick Foster              |
| 88       | Dempsey-Proton Racing      | Porsche 911 RSR          | D | Klaus Bachler        | Stéphane Lémeret      | Khaled Al Qubaisi        |
| 90       | TF Sport                   | Aston Martin Vantage GTE | D | Salih Yoluç          | Euan Hankey           | Rob Bell                 |
| 93       | Dempsey-Proton Racing      | Porsche 911 RSR          | D | Patrick Long         | Abdulaziz Al Faisal   | Mike Hedlund             |
| 98       | Aston Martin Racing        | Aston Martin Vantage GTE | M | Paul Dalla Lana      | Mathias Lauda         | Pedro Lamy               |
| 99       | Aston Martin Racing        | Aston Martin Vantage GTE | D | Andrew Howard        | Oliver Bryant         | Ross Gunn                |

### Reservefahrzeuge
Wie in den Jahren davor veröffentlichte der ACO zeitgleich mit der ersten vorläufigen Startliste auch eine Liste der Reservefahrzeuge.
| Klasse  | Nr. | Team                 | Fahrzeug        | Nominierter Fahrer | Nominierter Fahrer | Nominierter Fahrer |
| ------- | --- | -------------------- | --------------- | ------------------ | ------------------ | ------------------ |
| LMGT-Am | 94  | Mentos Proton Racing | Porsche 911 RSR | Egidio Perfetti    |                    |                    |

## Trainingszeiten

### Qualifikation
| Pos. | Klasse    | Nr. | Team                       | Qualifikation 1 (min) | Qualifikation 2 (min) | Qualifikation 3 (min) | Rückstand (s) | Startplatz |
| ---- | --------- | --- | -------------------------- | --------------------- | --------------------- | --------------------- | ------------- | ---------- |
| 1    | LMP1      | 7   | Toyota Gazoo Racing        | 3:18,793              | 3:14,791              | 3:19,928              |               | 1          |
| 2    | LMP1      | 8   | Toyota Gazoo Racing        | 3:19,483              | No time               | 3:17,128              | +2,337        | 2          |
| 3    | LMP1      | 1   | Porsche LMP Team           | 3:21,165              | 3:17,259              | 3:18,210              | +2,468        | 3          |
| 4    | LMP1      | 2   | Porsche LMP Team           | 3:19,710              | 3:18,067              | 3:20,154              | +3,276        | 4          |
| 5    | LMP1      | 9   | Toyota Gazoo Racing        | 3:19,958              | 3:19,889              | 3:18,625              | +3,834        | 5          |
| 6    | LMP1      | 4   | ByKolles Racing Team       | 3:28,887              | 3:26,026              | 3:24,170              | +9,379        | 6          |
| 7    | LMP2      | 26  | G-Drive Racing             | 3:31,945              | 3:28,580              | 3:25,352              | +10,561       | 7          |
| 8    | LMP2      | 25  | CEFC Manor TRS Racing      | 3:30,502              | 3:25,549              | 3:26,521              | +10,758       | 8          |
| 9    | LMP2      | 38  | Jackie Chan DC Racing      | 3:31,024              | 3:26,776              | 3:25,911              | +11,120       | 9          |
| 10   | LMP2      | 31  | Vaillante Rebellion        | 3:29,851              | 3:27,564              | 3:26,736              | +11,945       | 10         |
| 11   | LMP2      | 13  | Vaillante Rebellion        | 3:31,636              | 3:27,071              | 3:26,811              | +12,020       | 11         |
| 12   | LMP2      | 24  | CEFC Manor TRS Racing      | 3:30,847              | 3:26,871              | 3:27,359              | +12,080       | 12         |
| 13   | LMP2      | 28  | TDS Racing                 | 3:29,333              | 3:31,085              | 3:27,108              | +12,317       | 13         |
| 14   | LMP2      | 35  | Signatech Alpine Matmut    | 3:31,439              | 3:29,328              | 3:27,517              | +12,726       | 14         |
| 15   | LMP2      | 37  | Jackie Chan DC Racing      | 3:41,393              | 3:28,432              | 3:27,535              | +12,744       | 15         |
| 16   | LMP2      | 27  | SMP Racing                 | 3:34,407              | 3:30,262              | 3:27,782              | +12,991       | 16         |
| 17   | LMP2      | 36  | Signatech Alpine Matmut    | 3:31,065              | 3:28,856              | 3:28,051              | +13,260       | 17         |
| 18   | LMP2      | 39  | Graff                      | 3:32,987              | 3:36,128              | 3:28,368              | +13,577       | 18         |
| 19   | LMP2      | 40  | Graff                      | 3:32,477              | 3:29,396              | 3:28,891              | +14,100       | 19         |
| 20   | LMP2      | 22  | G-Drive Racing             | 3:31,963              | 3:28,937              | 3:30,313              | +14,146       | 20         |
| 21   | LMP2      | 32  | United Autosports          | 3:34,166              | 3:30,693              | 3:29,151              | +14,360       | 21         |
| 22   | LMP2      | 21  | DragonSpeed 10 Star        | 3:34,046              | 3:30,396              | 3:29,777              | +14,986       | 22         |
| 23   | LMP2      | 29  | Racing Team Nederland      | 3:33,796              | 3:31,766              | 3:29,976              | +15,185       | 23         |
| 24   | LMP2      | 47  | Cetilar Villorba Corse     | 3:34,846              | 3:30,014              | 3:33,412              | +15,223       | 24         |
| 25   | LMP2      | 45  | Algarve Pro Racing         | 3:37,814              | 3:30,164              | 3:32,425              | +15,373       | 25         |
| 26   | LMP2      | 23  | Panis Barthez Competition  | 3:35,559              | 3:31,346              | 3:32,888              | +16,555       | 26         |
| 27   | LMP2      | 34  | Tockwith Motorsports       | 3:41,628              | 3:33,739              | 3:32,536              | +17,745       | 27         |
| 28   | LMP2      | 49  | ARC Bratislava             | 3:37,226              | 3:33,921              | No time               | +19,130       | 28         |
| 29   | LMP2      | 17  | IDEC Sport Racing          | 3:40,162              | 3:36,362              | 3:36,230              | +21,439       | 29         |
| 30   | LMP2      | 43  | Keating Motorsport         | 3:40,813              | 3:37,350              | 3:37,007              | +22,216       | 30         |
| 31   | LMP2      | 33  | Eurasia Motorsport         | 3:42,660              | 3:42,916              | No time               | +27,869       | 31         |
| 32   | LMGTE Pro | 97  | Aston Martin Racing        | 3:53,296              | 3:51,860              | 3:50,837              | +36,046       | 32         |
| 33   | LMGTE Pro | 51  | AF Corse                   | 3:53,123              | 3:52,087              | 3:51,028              | +36,237       | 33         |
| 34   | LMGTE Pro | 95  | Aston Martin Racing        | 3:52,117              | 3:52,525              | 3:51,038              | +36,247       | 34         |
| 35   | LMGTE Pro | 71  | AF Corse                   | 3:52,235              | 3:52,903              | 3:51,086              | +36,295       | 35         |
| 36   | LMGTE Pro | 69  | Ford Chip Ganassi Team USA | 3:55,553              | 3:52,496              | 3:51,232              | +36,441       | 36         |
| 37   | LMGTE Pro | 63  | Corvette Racing – GM       | 3:54,847              | 3:52,886              | 3:51,484              | +36,693       | 37         |
| 38   | LMGTE Pro | 92  | Porsche GT Team            | 3:54,243              | 3:52,177              | 3:51,847              | +37,056       | 38         |
| 39   | LMGTE Pro | 66  | Ford Chip Ganassi Team UK  | 3:55,803              | 3:52,558              | 3:51,991              | +37,200       | 39         |
| 40   | LMGTE Pro | 67  | Ford Chip Ganassi Team UK  | 3:54,118              | 3:53,059              | 3:52,008              | +37,217       | 40         |
| 41   | LMGTE Pro | 64  | Corvette Racing – GM       | 3:54,876              | 3:52,391              | 3:52,017              | +37,226       | 41         |
| 42   | LMGTE Pro | 82  | Risi Competizione          | No time               | 3:52,138              | 3:54,129              | +37,347       | 42         |
| 43   | LMGTE Pro | 68  | Ford Chip Ganassi Team USA | 3:55,059              | 3:52,626              | 3:52,178              | +37,387       | 43         |
| 44   | LMGTE Pro | 91  | Porsche GT Team            | 3:54,564              | 3:52,593              | 3:53,807              | +37,802       | 44         |
| 45   | LMGTE Am  | 50  | Larbre Compétition         | 3:56,259              | 3:54,559              | 3:52,843              | +38,052       | 45         |
| 46   | LMGTE Am  | 98  | Aston Martin Racing        | 3:55,134              | 3:54,456              | 3:53,233              | +38,442       | 46         |
| 47   | LMGTE Am  | 62  | Scuderia Corsa             | 3:57,267              | 3:54,576              | 3:53,312              | +38,521       | 47         |
| 48   | LMGTE Am  | 77  | Dempsey-Proton Racing      | 3:55,692              | 3:54,890              | 3:53,381              | +38,590       | 48         |
| 49   | LMGTE Am  | 55  | Spirit of Race             | 4:01,098              | 3:54,941              | 3:53,641              | +38,850       | 49         |
| 50   | LMGTE Am  | 84  | JMW Motorsport             | 3:56,890              | 3:53,981              | 3:53,977              | +39,186       | 50         |
| 51   | LMGTE Am  | 83  | DH Racing                  | 3:55,966              | 3:54,813              | 3:54,088              | +39,297       | 51         |
| 52   | LMGTE Am  | 90  | TF Sport                   | 3:55,953              | 3:54,319              | 3:54,551              | +39,528       | 52         |
| 53   | LMGTE Am  | 99  | Beechdean AMR              | 3:57,463              | 3:55,046              | 3:54,328              | +39,537       | 53         |
| 54   | LMGTE Am  | 93  | Proton Competition         | 3:58,196              | 3:54,621              | 3:59,046              | +39,830       | 54         |
| 55   | LMGTE Am  | 61  | Clearwater Racing          | 3:56,333              | 3:55,995              | 3:54,955              | +40,164       | 55         |
| 56   | LMGTE Am  | 60  | Clearwater Racing          | 3:57,321              | 4:02,436              | 3:54,994              | +40,203       | 56         |
| 57   | LMGTE Am  | 88  | Proton Competition         | 3:56,507              | 3:55,468              | 4:00,323              | +40,677       | 57         |
| 58   | LMGTE Am  | 54  | Spirit of Race             | 3:58,904              | 3:57,005              | 3:56,301              | +41,510       | 58         |
| 59   | LMGTE Am  | 86  | Gulf Racing                | 3:58,427              | No time               | 3:56,469              | +41,678       | 59         |
| 60   | LMGTE Am  | 65  | Scuderia Corsa             | 3:58,249              | 3:59,842              | No time               | +43,458       | 60         |

## Ergebnisse

### Piloten nach Nationen
| 33 Franzosen  | 32 Briten      | 17 US-Amerikaner | 13 Italiener | 8 Brasilianer  |
| 8 Schweizer   | 7 Deutsche     | 6 Dänen          | 6 Japaner    | 5 Neuseeländer |
| 5 Russen      | 4 Niederländer | 4 Österreicher   | 3 Australier | 3 Mexikaner    |
| 3 Portugiesen | 3 Schweden     | 2 Belgier        | 2 Chinesen   | 2 Spanier      |
| 1 Emeriati    | 1 Argentinier  | 1 Finne          | 1 Inder      | 1 Ire          |
| 1 Kanadier    | 1 Lette        | 1 Malaye         | 1 Monegasse  | 1 Saudi        |
| 1 Singapure   | 1 Slowake      | 1 Thai           | 1 Türke      |                |

### Schlussklassement
| Pos.            | Klasse    | Nr. | Team                       | Fahrer                                                      | Chassis                  | Motor                        | Reifen | Runden |
| --------------- | --------- | --- | -------------------------- | ----------------------------------------------------------- | ------------------------ | ---------------------------- | ------ | ------ |
| 1               | LMP1      | 2   | Porsche LMP Team           | Timo Bernhard Brendon Hartley Earl Bamber                   | Porsche 919 Hybrid       | Porsche 2.0L Turbo V4        | M      | 367    |
| 2               | LMP2      | 38  | Jackie Chan DC Racing      | Ho-Pin Tung Thomas Laurent Oliver Jarvis                    | Oreca 07                 | Gibson GK428 4.2L V8         | D      | 366    |
| 3               | LMP2      | 37  | Jackie Chan DC Racing      | David Cheng Tristan Gommendy Alex Brundle                   | Oreca 07                 | Gibson GK428 4.2L V8         | D      | 363    |
| 4               | LMP2      | 35  | Signatech Alpine Matmut    | Nelson Panciatici Pierre Ragues André Negrão                | Alpine A470              | Gibson GK428 4.2L V8         | D      | 362    |
| 5               | LMP2      | 32  | United Autosports          | Will Owen Hugo de Sadeleer Filipe Albuquerque               | Ligier JS P217           | Gibson GK428 4.2L V8         | D      | 362    |
| 6               | LMP2      | 40  | Graff                      | James Allen Richard Bradley Franck Matelli                  | Oreca 07                 | Gibson GK428 4.2L V8         | D      | 361    |
| 7               | LMP2      | 24  | CEPC Manor TRS Racing      | Tor Graves Jonathan Hirschi Jean-Éric Vergne                | Oreca 07                 | Gibson GK428 4.2L V8         | D      | 360    |
| 8               | LMP1      | 8   | Toyota Gazoo Racing        | Sébastien Buemi Kazuki Nakajima Anthony Davidson            | Toyota TS050 Hybrid      | Toyota 2.4L Turbo V6         | M      | 358    |
| 9               | LMP2      | 47  | Cetilar Villorba Corse     | Andrea Belicchi Roberto Lacorte Giorgio Sernagiotto         | Dallara P217             | Gibson GK428 4.2L V8         | D      | 353    |
| 10              | LMP2      | 36  | Signatech Alpine Matmut    | Romain Dumas Gustavo Menezes Matthew Rao                    | Alpine A470              | Gibson GK428 4.2L V8         | D      | 351    |
| 11              | LMP2      | 34  | Tockwith Motorsports       | Philip Hanson Nigel Moore Karun Chandhok                    | Ligier JS P217           | Gibson GK428 4.2L V8         | D      | 351    |
| 12              | LMP2      | 17  | IDEC Sport Racing          | Patrice Lafargue Paul Lafargue David Zollinger              | Ligier JS P217           | Gibson GK428 4.2L V8         | M      | 344    |
| 13              | LMP2      | 29  | Racing Team Nederland      | Rubens Barrichello Jan Lammers Frits van Eerd               | Dallara P217             | Gibson GK428 4.2L V8         | D      | 344    |
| 14              | LMP2      | 21  | DragonSpeed – 10 Star      | Henrik Hedman Felix Rosenqvist Ben Hanley                   | Oreca 07                 | Gibson GK428 4.2L V8         | D      | 343    |
| 15              | LMP2      | 33  | Eurasia Motorsport         | Jacques Nicolet Pierre Nicolet Érik Maris                   | Ligier JS P217           | Gibson GK428 4.2L V8         | D      | 341    |
| 16              | LMP2      | 31  | Vaillante Rebellion        | Bruno Senna Nicolas Prost Julien Canal                      | Oreca 07                 | Gibson GK428 4.2L V8         | D      | 340    |
| 17              | LMGTE Pro | 97  | Aston Martin Racing        | Darren Turner Jonny Adam Daniel Serra                       | Aston Martin Vantage GTE | Aston Martin 4.5L V8         | D      | 340    |
| 18              | LMGT Pro  | 67  | Ford Chip Ganassi Team UK  | Harry Tincknell Andy Priaulx Luís Felipe Derani             | Ford GT                  | Ford EcoBoost 3.5L Turbo V6  | M      | 340    |
| 19              | LMGTE Pro | 63  | Corvette Racing – GM       | Jan Magnussen Antonio García Jordan Taylor                  | Chevrolet Corvette C7.R  | Chevrolet 5.5 L V8           | M      | 340    |
| 20              | LMGTE Pro | 91  | Porsche GT Team            | Richard Lietz Frédéric Makowiecki Patrick Pilet             | Porsche 911 RSR          | Porsche 4.0L Flat-6          | M      | 339    |
| 21              | LMGTE Pro | 71  | AF Corse                   | Davide Rigon Sam Bird Miguel Molina                         | Ferrari 488 GTE          | Ferrari F154CB 3.9L Turbo V8 | M      | 339    |
| 22              | LMGTE Pro | 68  | Ford Chip Ganassi Team USA | Joey Hand Tony Kanaan Dirk Müller                           | Ford GT                  | Ford EcoBoost 3.5L Turbo V6  | M      | 339    |
| 23              | LMGTE Pro | 69  | Ford Chip Ganassi Team USA | Ryan Briscoe Scott Dixon Richard Westbrook                  | Ford GT                  | Ford EcoBoost 3.5L Turbo V6  | M      | 337    |
| 24              | LMGTE Pro | 64  | Corvette Racing – GM       | Oliver Gavin Tommy Milner Marcel Fässler                    | Chevrolet Corvette C7.R  | Chevrolet 5.5L V8            | M      | 335    |
| 25              | LMGTE Pro | 95  | Aston Martin Racing        | Nicki Thiim Marco Sørensen Richie Stanaway                  | Aston Martin Vantage GTE | Aston Martin 4.5L V8         | D      | 334    |
| 26              | LMGTE Am  | 84  | JMW Motorsport             | Robert Smith Will Stevens Dries Vanthoor                    | Ferrari 488 GTE          | Ferrari F136GT 4.5L V8       | M      | 333    |
| 27              | LMGTE Pro | 66  | Ford Chip Ganassi Team UK  | Stefan Mücke Olivier Pla Billy Johnson                      | Ford GT                  | Ford EcoBoost 3.5L Turbo V6  | M      | 332    |
| 28              | LMGTE Am  | 55  | Spirit of Race             | Duncan Cameron Aaron Scott Marco Cioci                      | Ferrari 488 GTE          | Ferrari F154CB 3.9L Turbo V8 | M      | 331    |
| 29              | LMGTE Am  | 62  | Scuderia Cors              | Cooper MacNeil Bill Sweedler Townsend Bell                  | Ferrari 488 GTE          | Ferrari F154CB 3.9L Turbo V8 | M      | 331    |
| 30              | LMGTE Am  | 99  | Aston Martin Racing        | Andrew Howard Ross Gunn Oliver Bryant                       | Aston Martin Vantage GTE | Aston Martin 4.5 L V8        | D      | 331    |
| 31              | LMGTE Am  | 61  | Clearwater Racing          | Weng Sun Mok Keita Sawa Matt Griffin                        | Ferrari 488 GTE          | Ferrari F154CB 3.9L Turbo V8 | M      | 330    |
| 32              | LMP2      | 45  | Algarve Pro Racing         | Mark Patterson Matt McMurry Vincent Capillaire              | Ligier JS P217           | Gibson GK428 4.2L V8         | D      | 330    |
| 33              | LMP2      | 27  | SMP Racing                 | Michail Aljoschin Sergei Sirotkin Wiktor Schaitar           | Dallara P217             | Gibson GK428 4.2L V8         | D      | 330    |
| 34              | LMGTE Am  | 77  | Dempsey-Proton Racing      | Christian Ried Marvin Dienst Matteo Cairoli                 | Porsche 911 RSR          | Porsche 4.0L Flat-6          | D      | 329    |
| 35              | LMGTE Am  | 90  | TF Sport                   | Salih Yoluç Euan Hankey Rob Bell                            | Aston Martin Vantage GTE | Aston Martin 4.5L V8         | D      | 329    |
| 36              | LMGTE Am  | 98  | Aston Martin Racing        | Paul Dalla Lana Mathias Lauda Pedro Lamy                    | Aston Martin Vantage GTE | Aston Martin 4.5L V8         | D      | 329    |
| 37              | LMGTE Am  | 93  | Proton Competition         | Patrick Long Mike Hedlund Abdulaziz Al Faisal               | Porsche 911 RSR          | Porsche 4.0L Flat-6          | D      | 329    |
| 38              | LMGTE Am  | 86  | Gulf Racing UK             | Mike Wainwright Ben Barker Nick Foster                      | Porsche 911 RSR          | Porsche 4.0L Flat-6          | D      | 328    |
| 39              | LMP2      | 22  | G-Drive Racing             | Memo Rojas Ryō Hirakawa José Gutiérrez                      | Oreca 07                 | Gibson GK428 4.2L V8         | D      | 327    |
| 40              | LMGTE Am  | 60  | Clearwater Racing          | Richard Wee Álvaro Parente Hiroki Katō                      | Ferrari 488 GTE          | Ferrari F154CB 3.9L Turbo V8 | M      | 327    |
| 41              | LMGTE Am  | 54  | Spirit of Race             | Thomas Flohr Francesco Castellacci Olivier Beretta          | Ferrari 488 GTE          | Ferrari F154CB 3.9L Turbo V8 | M      | 326    |
| 42              | LMGT Am   | 83  | DH Racing                  | Tracy Krohn Niclas Jönsson Andrea Bertolini                 | Ferrari 488 GTE          | Ferrari F154CB 3.9L Turbo V8 | M      | 320    |
| 43              | LMP2      | 39  | Graff                      | Éric Trouillet Enzo Guibbert James Winslow                  | Oreca 07                 | Gibson GK428 4.2L V8         | D      | 318    |
| 44              | LMGTE Am  | 65  | Scuderia Corsa             | Christina Nielsen Alessandro Balzan Bret Curtis             | Ferrari 488 GTE          | Ferrari F154CB 3.9L Turbo V8 | M      | 314    |
| 45              | LMP2      | 49  | ARC Bratislava             | Miroslav Konôpka Konstantīns Calko Rik Breukers             | Ligier JS P217           | Gibson GK428 4.2L V8         | M      | 314    |
| 46              | LMGTE Pro | 51  | AF Corse                   | James Calado Alessandro Pier Guidi Michele Rugolo           | Ferrari 488 GTE          | Ferrari F154CB 3.9L Turbo V8 | M      | 312    |
| 47              | LMP2      | 43  | Keating Motorsport         | Ben Keating Ricky Taylor Jeroen Bleekemolen                 | Riley Mk.XXX             | Gibson GK428 4.2L V8         | M      | 312    |
| 48              | LMGTE Am  | 50  | Larbre Compétition         | Romain Brandela Christian Philippon Fernando Rees           | Chevrolet Corvette C7.R  | Chevrolet 5.5 L V8           | M      | 309    |
| Disqualifiziert |           |     |                            |                                                             |                          |                              |        |        |
| 49              | LMP2      | 13  | Vaillante Rebellion        | Nelson Piquet junior Mathias Beche David Heinemeier Hansson | Oreca 07                 | Gibson GK428 4.2L V8         | D      | 364    |
| Ausgefallen     |           |     |                            |                                                             |                          |                              |        |        |
| 50              | LMP1      | 1   | Porsche LMP Team           | Neel Jani Nick Tandy André Lotterer                         | Porsche 919 Hybrid       | Porsche 2.0 L Turbo V4       | M      | 318    |
| 51              | LMP2      | 23  | Panis Barthez Competition  | Fabien Barthez Timothé Buret Nathanaël Berthon              | Ligier JS P217           | Gibson GK428 4.2L V8         | M      | 296    |
| 52              | LMP2      | 28  | TDS Racing                 | François Perrodo Emmanuel Collard Matthieu Vaxivière        | Oreca 07                 | Gibson GK428 4.2L V8         | D      | 213    |
| 53              | LMGTE Pro | 92  | Porsche GT Team            | Michael Christensen Kévin Estre Dirk Werner                 | Porsche 911 RSR          | Porsche 4.0 L Flat-6         | M      | 179    |
| 54              | LMP1      | 9   | Toyota Gazoo Racing        | José María López Nicolas Lapierre Yuji Kunimoto             | Toyota TS050 Hybrid      | Toyota 2.4L Turbo V6         | M      | 160    |
| 55              | LMP1      | 7   | Toyota Gazoo Racing        | Mike Conway Kamui Kobayashi Stéphane Sarrazin               | Toyota TS050 Hybrid      | Toyota 2.4L Turbo V6         | M      | 154    |
| 56              | LMP2      | 25  | CEPC Manor TRS Racing      | Roberto González Simon Trummer Witali Petrow                | Oreca 07                 | Gibson GK428 4.2L V8         | D      | 152    |
| 57              | LMGTE Pro | 82  | Risi Competizione          | Toni Vilander Giancarlo Fisichella Pierre Kaffer            | Ferrari 488 GTE          | Ferrari F154CB 3.9L Turbo V8 | M      | 72     |
| 58              | LMP2      | 26  | G-Drive Racing             | Roman Russinow Pierre Thiriet Alex Lynn                     | Oreca 07                 | Gibson GK428 4.2L V8         | D      | 20     |
| 59              | LMGTE Am  | 88  | Dempsey-Proton Racing      | Klaus Bachler Stéphane Lémeret Khaled Al Qubaisi            | Porsche 911 RSR          | Porsche 4.0 L Flat-6         | D      | 18     |
| 60              | LMP1      | 4   | ByKolles Racing Team       | Dominik Kraihamer Oliver Webb Marco Bonanomi                | ENSO CLM P1/01           | Nismo VRX30A 3.0L Turbo V6   | M      | 7      |

### Nur in der Meldeliste
Weitere gemeldete Teams, Fahrzeuge und Fahrer finden sich in der Start- und Reserveliste.

### Klassensieger
| Klasse    | Fahrer        | Fahrer          | Fahrer         | Fahrzeug             | Platzierung im Gesamtklassement |
| --------- | ------------- | --------------- | -------------- | -------------------- | ------------------------------- |
| LMP1      | Timo Bernhard | Brendon Hartley | Earl Bamber    | Porsche 919 Hybrid   | Gesamtsieg                      |
| LMP2      | Ho-Pin Tung   | Thomas Laurent  | Oliver Jarvis  | Oreca 07             | Rang 2                          |
| LMGTE Pro | Darren Turner | Jonny Adam      | Daniel Serra   | Aston Martin Vantage | Rang 17                         |
| LMGTE Am  | Robert Smith  | Will Stevens    | Dries Vanthoor | Ferrari 488 GTE      | Rang 26                         |

### Renndaten
- Gemeldet: 61
- Gestartet: 60
- Gewertet: 48
- Rennklassen: 4
- Zuschauer: 258.500
- Ehrenstarter des Rennens: Chase Carey, Chairman der Formula One Group
- Wetter am Rennwochenende: warm und wolkig
- Streckenlänge: 13,629 km
- Fahrzeit des Siegerteams: 24:01:14,075 Stunden
- Runden des Siegerteams: 367
- Distanz des Siegerteams: 5001,843 km
- Siegerschnitt: 245,600 km/h
- Pole Position: Kamui Kobayashi – Toyota TS050 Hybrid (#7) – 3:14,791 = 251,882 km/h
- Schnellste Rennrunde: Sébastien Buemi – Toyota TS050 Hybrid (#8) – 3:18,604 = 247,050 km/h
- Rennserie: 3. Lauf zur FIA-Langstrecken-Weltmeisterschaft 2017